# Lorenzo Antonio Fernández
Lorenzo Antonio Félix Fernández Larrobla (20 de noviembre de 1792, Montevideo, Virreinato del Río de la Plata - 30 de setiembre de 1852, Montevideo, Uruguay), presbítero uruguayo que desempeñó un importante papel político como integrante de la Asamblea General Constituyente y Legislativa del Estado y como primer rector de la Universidad de la República.

## Actuación eclesiástica
Fue ordenado sacerdote en Salta, Argentina, el 10 de agosto de 1817.
El 4 de abril de 1825 fue nombrado teniente cura de la parroquia de Canelones, cuyo párroco era su tío Juan Francisco Larrobla.
En 1838 fue designado rector de la Iglesia de San Francisco, en Montevideo (actualmente en el barrio Ciudad Vieja). 
En 1841 llegó a ser provisor y vicario sustituto de Dámaso Antonio Larrañaga, mientras éste realizaba visitas al interior del país.
A la muerte de Larrañaga, en 1848, fue nombrado vicario apostólico del Uruguay. Sin embargo, el ejercicio efectivo de su potestad lo tuvo en Montevideo, pero no fuera de la ciudad, porque Manuel Oribe, quien estaba al mando de las fuerzas que dominaban el interior del país no lo permitió, debido a la participación política de Fernández como Vicepresidente de la Asamblea de Notables.
| Predecesor: Dámaso Antonio Larrañaga | Vicario apostólico del Uruguay 1848 - 1852 | Sucesor: José Benito Lamas |

## Actuación política
En 1828 comienza su participación como representante de Canelones en la Asamblea General Constituyente y Legislativa del Estado que tuvo a su cargo la confección de la Constitución de 1830. 
En 1846 integra la Asamblea de los Notables en Montevideo, órgano que cumplió funciones legislativas durante el Gobierno de la Defensa.

## Rectorado
El 18 de julio de 1849 ante la apertura de la Universidad de la República es designado para cumplir el primer ejercicio del Rectorado hasta el año siguiente. Esta función había sido reservada para Dámaso Antonio Larrañaga el cual representaba la máxima autoridad eclesiástica del Uruguay, pero debido a su fallecimiento en 1848 le es otorgada a Fernández el cual fuera su sucesor como vicario apostólico.
Durante su breve período como rector se destacan la puesta en marcha de los cursos y la redacción del primer reglamento universitario.
En 1850 fue sucedido en el cargo por Manuel Herrera y Obes.
| Predecesor: — | Rector de la UdelaR 1849 - 1850 | Sucesor: Manuel Herrera y Obes |